# Centralny Urząd Szkolenia Zawodowego
Centralny Urząd Szkolenia Zawodowego – obejmował sprawy szkolenia i przysposobienia zawodowego dla potrzeb gospodarki narodowej. Urząd istniał w latach 1949–1956.

## Powołanie urzędu
Na podstawie ustawy z 1949 r. o zmianie organizacji naczelnych władz gospodarki narodowej utworzono Centralny Urząd Szkolenia Zawodowego. Na czele Centralnego Urzędu Szkolenia Zawodowego stał prezes, którego mianował i odwoływał prezes Rady Ministrów na wniosek przewodniczego Komitetu Ekonomicznego Rady Ministrów. Z kompetencji Centralnego Urzędu wyłączono sprawy rolnictwa.

## Podstawowe zadanie
Zadaniem Centralnego Urzędu Szkolenia Zawodowego było przygotowanie kadr dla podstawowych gałęzi gospodarki narodowej, niezbędnych do wykonania zadań określonych przez narodowe plany gospodarcze i zabezpieczenie prawidłowego podziału tych kadr pomiędzy poszczególne gałęzie gospodarki narodowej.

## Zakres działania
Do zakresu działania Centralnego Urzędu Szkolenia Zawodowego należały sprawy szkolenia i przysposobienia zawodowego dla potrzeb przemysłu, rękodzieła i handlu.
Centralny Urząd Szkolenia Zawodowego spełniał swoje zadania poprzez:
- opracowywanie w oparciu o narodowe plany gospodarcze planów: przygotowania kadr dla podstawowych gałęzi gospodarki narodowej i kierowania absolwentów szkół i kursów zawodowych do pracy w poszczególnych gałęziach gospodarki oraz kontrolę nad wykonaniem tych planów;
- opracowywanie projektów aktów prawodawczych i zarządzeń, niezbędnych dla zapewnienia podstawowym gałęziom gospodarki narodowej dopływu i doskonalenia kadr oraz prawidłowego ich rozdziału;
- kierowanie sprawami szkolenia i przysposobienia zawodowego dla potrzeb podstawowych gałęzi gospodarki narodowej, a w szczególności w drodze:
- opracowywania planu sieci szkół i kursów zawodowych;
- kształcenia kadr w szkołach i kursach zawodowych;
- określania zasad organizacji szkół i kursów zawodowych w porozumieniu z Ministrem Oświaty;
- wykonywania nadzoru państwowego nad niepaństwowymi szkołami i kursami zawodowymi;
- ustalania planów i programów nauczania oraz zatwierdzania podręczników dla szkół i kursów zawodowych;
- organizowanie w porozumieniu z właściwymi resortami praktycznego szkolenia zawodowego w zakładach pracy;
- prowadzenie kształcenia i doskonalenia zawodowego nauczycieli szkół i kursów zawodowych i określanie ich kwalifikacji do nauczania w dziedzinie przedmiotów zawodowych;
- organizowanie w porozumieniu z właściwymi resortami lub prowadzenie bezpośrednio poradnictwa zawodowego dla młodzieży i dorosłych;
- czuwanie nad wykonaniem obowiązku dokształcenia zawodowego;
- organizowanie prac naukowo-badawczych oraz publikacje i wydawnictwa szkolne.

Nadzór społeczny nad szkołami i kursami zawodowymi sprawowały w granicach swojej właściwości terytorialnej rady narodowe drogą roztaczania poprzez swoje komisje oświatowe kontroli nad szkołami i kursami tudzież opieki nad internatami oraz miejscami zajęć i wypoczynku uczniów.
Utworzono dyrekcje okręgowe szkolenia zawodowego jako terenowe organa Centralnego Urzędu Szkolenia Zawodowego, obejmujące jedno lub więcej województw.

## Zniesienie urzędu
Uchwałą Rady Ministrów z 1956 r. w sprawie przejęcia szkolnictwa zawodowego przez Ministra Oświaty zniesiono Centralny Urząd Szkolenia Zawodowego.